# Codex Roorda

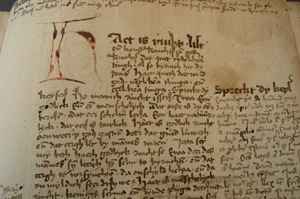

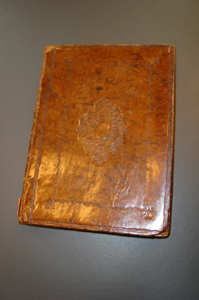

De Codex Roorda is een middeleeuws handschrift met Latijnse en Oudfriese wetsteksten. Over de datering wordt verschillend gedacht. Deze varieert van 1480 tot 1504. De Codex Roorda is van belang omdat daarin het middeleeuwse Friese recht wordt beschreven, dat gold voor de vestiging van het centraal gezag in Friesland. Daarnaast is het taalkundig van belang omdat het deels in het Oudfries is opgesteld. De Codex Roorda is in bezit van en wordt bewaard bij Tresoar te Leeuwarden.
De oorsprong van de Codex Roorda is niet duidelijk. Waarschijnlijk is men in 1480 begonnen met het maken van het boek. Briquet dateerde het boek aan de hand van watermerken op 1495. Hernieuwd papieronderzoek heeft nu geleid tot een datering omstreeks 1504.
Wie het boek heeft laten samenstellen is onduidelijk. De eerste bezitter was Karel van Roorda, halverwege de 17e eeuw grietman van Idaarderadeel en (ook) lid van Gedeputeerde Staten. Vanwege diens lidmaatschap van een adellijk Fries hoofdelingengeslacht, is het mogelijk, maar niet zeker, dat het wetboek al anderhalve eeuw familiebezit was.
Karel van Roorda (†1670) heeft de codex aan Simon Abbes Gabbema (1628 – 1688), Landshistorieschrijver van de provincie Friesland, gegeven (of verkocht). Na de vestiging van het centraal gezag door hertog Albrecht van Saksen in 1498, was er een einde gekomen aan de eeuwen van de Friese Vrijheid, een periode waarin de Friezen geen enkel gezag, leenheer of landsman erkenden behalve de keizer. Zij waren tot dan vrij hun eigen rechtspraak te organiseren en baseerden deze op eeuwenoude uitgangspunten. Het mag duidelijk zijn dat een historicus als Gabbema in de 17e eeuw meer aan het boek had dan een grietman als Van Roorda.
Er is een lacune in de geschiedenis van de Codex Roorda vanaf het moment dat Gabbema het in bezit had tot de volgende bezitter, Petrus Wierdsma (1729-1811). Het is mogelijk dat ds. Johannes van der Waeijen, de opvolger van Gabbema, het boek als onderdeel van de professionele nalatenschap van Gabbema heeft overgenomen. Volgens de Leeuwarder stadshistoricus Wopke Eekhoff in een lezing voor het Fries Genootschap in 1854, is het onwaarschijnlijk dat Petrus Wierdsma het boek geërfd heeft: zijn vader was arts en Petrus was notaris/rechtsgeleerde. Eekhoff weet ook te vertellen dat Petrus Wierdsma boeken en codices heeft overgenomen uit de nalatenschap van Werumeus, Halsema, Heringa en anderen, maar of de Codex Roorda hier tussen zat, is niet bekend.
Petrus Wierdsma bestudeerde en publiceerde over de oude Friese wetten, en zeker is dat hij hiervoor de Codex Roorda gebruikte, die hij vertaalde en vergeleek met de wetsteksten uit de codices Dousa en Emmius.
Na zijn overlijden deden de weduwe en zoon van Wierdsma het belangrijkste deel van zijn bibliotheek in een veiling van de hand. Handschriften, zoals de Codex Roorda, bewaarden zij nog. In 1858 werden ook deze verkocht. De Codex Roorda kwam in het bezit van de Duitse germanist, rechtsgeleerde en hoogleraar Karl Freiherr von Richthofen (1811 – 1888). Zijn belangrijkste publicatie in relatie tot de Codex Roorda is Untersuchungen über friesische Rechtsgeschichte (in drie delen tussen 1880 en 1886).
De Provinciale Bibliotheek van Friesland (nu onder de naam Tresoar) heeft in 1922 uit de nalatenschap van Von Richthofen tien Oudfriese handschriften aangekocht, waaronder de Codex Roorda (aangeduid als Ro). Daar wordt het nog steeds bewaard.